# Corophium affine
Corophium affine är en kräftdjursart som beskrevs av Arvid Sture Bruzelius 1859. Enligt Catalogue of Life ingår Corophium affine i släktet Corophium och familjen Corophiidae, men enligt Dyntaxa är tillhörigheten istället släktet Corophium och familjen Corophidae. Arten är reproducerande i Sverige. Inga underarter finns listade i Catalogue of Life.